# Sobieski Brady
Sobieski Brady (* 28. November 1816 in Pennsylvania; † 17. September 1888 in Wheeling, West Virginia) war ein US-amerikanischer Politiker der Demokratischen Partei, der unter anderem von 1877 bis 1881 Secretary of State des Bundesstaates West Virginia war.

## Leben
Brady, der nur über wenig Schulbildung verfügte, begann seine berufliche Laufbahn 1832 im Alter von 16 Jahren als Bankangestellter bei einer Bank in Carlisle, ehe er 1865 als Angestellter zur Farmer’s & Merchant’s Bank nach Philadelphia wechselte. In der Folgezeit baute er seine Kenntnis im Bank- und Finanzwesen aus und bekleidete mehrere Jahre Funktionen in verschiedenen Finanzinstituten jener Zeit. 1837 wurde er bereits zum Kassierer der Merchant & Merchant’s Bank in Wheeling ernannt und trat im Laufe der Zeit in Kontakt zu zahlreichen einflussreichen Persönlichkeiten. Neben seiner beruflichen Laufbahn engagierte er sich in der Kommunalpolitik und war mehrere Jahre Mitglied des Stadtrates von Wheeling. Er bekleidete von Juni 1848 bis Januar 1850, von Januar 1853 bis Januar 1855 sowie zuletzt von Januar 1868 bis Januar 1869 das Amt des Bürgermeisters von Wheeling.
Am 30. Juni 1876 wurde Brady vom Gouverneur von West Virginia John J. Jacob zum Finanzminister (Treasurer) des Bundesstaates ernannt, um die Amtszeit von John Burdett bis 1877 zu beenden, nachdem dieser im Rahmen eines Amtsenthebungsverfahren (Impeachment) abgesetzt worden war. Anschließend wurde er 1877 vom neuen Gouverneur Henry Matthews als Nachfolger von Charles Hedrick zum siebten Secretary of State des Bundesstaates West Virginia gewählt und übte dieses Amt bis zum Ende der Amtszeit von Gouverneur Matthews 1881 aus. Sein Nachfolger wurde daraufhin Randolph Stalnaker.